# Pteris deltea
Pteris deltea är en kantbräkenväxtart som beskrevs av Louis Agassiz. Pteris deltea ingår i släktet Pteris och familjen Pteridaceae. Inga underarter finns listade.